# Laòdice (filla de Príam)
Laòdice (en grec antic Λαοδίκη, Laodike), segons la mitologia grega, va ser una princesa troiana, "la més bella de les filles" de Príam i d'Hècuba. Es casà amb Helicàon.
Els autors posteriors a Homer li atribueixen relacions amb Acamant, un dels fills de Teseu, quan, encara una noieta, el noi va arribar com a ambaixador a Troia per demanar per primer cop a Helena. Amb ell va tenir un fill, Múnit. Segons la versió més comuna, se l'empassà la terra quan fugia dels vencedors després de la destrucció de la ciutat.